# Норт-Огден (Юта)
Норт-Огден (англ. North Ogden) — місто (англ. city) в США, в окрузі Вебер штату Юта. Населення — 20 916 осіб (2020).

## Географія
Норт-Огден розташований за координатами 41°18′41″ пн. ш. 111°57′29″ зх. д. / 41.31139° пн. ш. 111.95806° зх. д. (41.311385, -111.957953).  За даними Бюро перепису населення США в 2010 році місто мало площу 18,23 км², уся площа — суходіл.

## Демографія
Згідно з переписом 2010 року, у місті мешкало 17 357 осіб у 5569 домогосподарствах у складі 4633 родин. Густота населення становила 952 особи/км².  Було 5799 помешкань (318/км²).
Расовий склад населення:
| - 94,3 % — білих - 0,9 % — азіатів - 0,5 % — чорних або афроамериканців - 0,4 % — корінних американців - 0,2 % — вихідців з тихоокеанських островів - 1,8 % — осіб інших рас |

До двох чи більше рас належало 1,9 %. Частка іспаномовних становила 5,4 % від усіх жителів.
За віковим діапазоном населення розподілялося таким чином: 31,4 % — особи молодші 18 років, 57,4 % — особи у віці 18—64 років, 11,2 % — особи у віці 65 років та старші. Медіана віку мешканця становила 32,9 року. На 100 осіб жіночої статі у місті припадало 98,8 чоловіків;  на 100 жінок у віці від 18 років та старших — 95,8 чоловіків також старших 18 років.
Середній дохід на одне домашнє господарство  становив 83 119 доларів США (медіана — 75 375), а середній дохід на одну сім'ю — 88 965 доларів (медіана — 78 692). Медіана доходів становила 58 549 доларів для чоловіків та 36 138 доларів для жінок. За межею бідності перебувало 2,9 % осіб, у тому числі 2,3 % дітей у віці до 18 років та 3,1 % осіб у віці 65 років та старших.
Цивільне працевлаштоване населення становило 8337 осіб. Основні галузі зайнятості: освіта, охорона здоров'я та соціальна допомога — 24,9 %, виробництво — 15,4 %, науковці, спеціалісти, менеджери — 10,8 %, публічна адміністрація — 10,6 %.